# Wilhelm Wieprecht

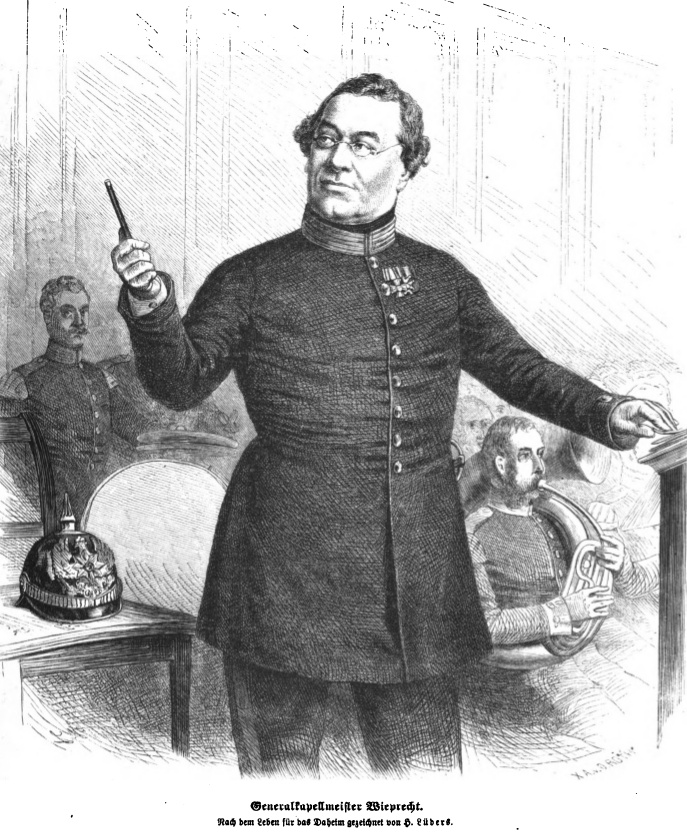
Wilhelm Wieprecht (1868)

Wilhelm Friedrich Wieprecht, född 8 augusti 1802 i Aschersleben, död 4 augusti 1872 i Berlin, var en tysk kompositör.
Wieprecht spelade 1820-24 violin och klarinett i Leipzigs ledande orkestrar samt blev 1824 kammarmusiker i Berlin. Han vann snart ett namn som kompositör av militärmarscher och utnämndes 1838 till direktör för de preussiska gardesmusikkårerna. Han förbättrade åtskilliga blåsinstrument samt bidrog till att utveckla och popularisera militärmusiken i Tyskland och utom dess gränser, särskilt genom att först av alla arrangera klassiska symfonier och ouvertyrer samt anordna friluftskonserter.

## Reformen
Under sitt arbete som filharmoniker i Berlin hade Wieprecht ofta tillfälle att lyssna på militärmusiken vid vaktparader och utomhuskonserter. Wieprecht gavs av chefen för Garde Dragonregementet major von Barner möjlighet att omstrukturera dess trumpetarkår, som dittills enbart spelat på naturinstrument, i enligt med sina nya idéer. Kavallerimusiken befann sig i ett sorgligt tillstånd och Wieprecht hade förmåga att entusiasmera kavallerimusikerna och fick tidigt framgång. Den ändrade besättningen bestod av 6 trumpeter, 2 klaffhorn, 2 tenorhorn, 1 tenorbashorn, 2 basdragbasuner totalt 13 man i musikerbefattning. Därtill kom 7 man i manskapsbefattningar: 6 trumpeter, 1 basdragbasun.
Wieprechts idéer spred sig och han gavs snart möjlighet att även omstrukturera Livkyrassiärregementet i Breslaus trumpetarkår. Verksamheten väckte nu även Konungen av Preussens intresse och denne medgav 1829 Wieprecht att ta sig an Livgardet till häst (ty: Regiment Gardes du Corps). Dess trumpetare var emellertid inte samlade i en trumpetarkår utan spridda på de olika skvadronernas förläggningsorter i Berlin, Charlottenburg och Potsdam. De samlades nu för repetitioner 4 dagar i månaden i Potsdam. 

1835 gav prins Albrecht av Preussen, chef för 2. Gardeskavalleribrigaden, Wieprecht uppdrag att utbilda divisionens 3 trumpetarkårer, för att så 1838 utnämnas till musikdirektör för hela Gardet och dirigerade som sådan sin första utomhus s.k. monsterkonsert (Massed Band). 1843 leddes 10. Armékårens samlade musik- och trumpetarkårer vid storförbandsövningarna i Lüneburg. Wieprecht förbättrade blåsinstrumenten och sysselsatte sig med nykonstruktioner samt vid sidan av allt detta övade han sig själv i trumpetspel till häst. Wilhelm Friedrich Wieprecht är kavallerimusikens store reformator som förde upp den till rent av enastående musikaliska nivåer. 

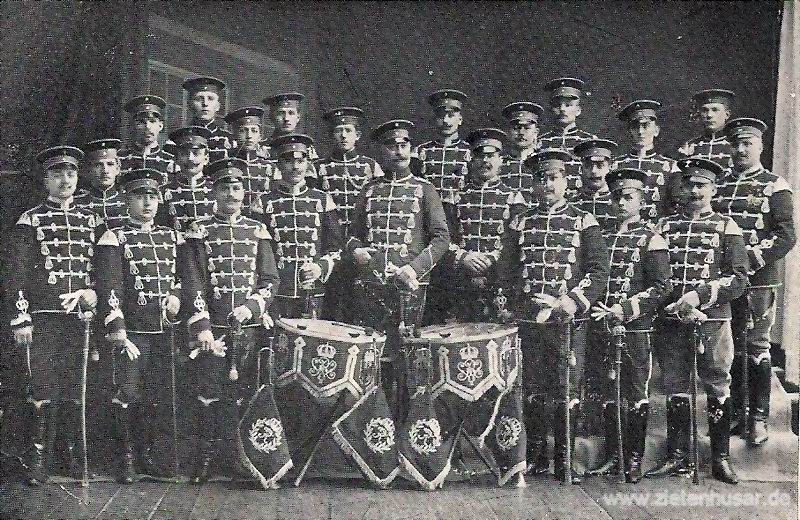
Ziethen Husarernas trumpetarkår

Ryttarmarscherna fick därmed sitt uppsving och de inordnades i preussiska III. Armémarschsamlingen avdelningen Paradmarscher för beridna förband.
Även i Sverige infördes Wilhelm Wieprechts principer för kavallerimusik och sist kvar av de hundratals beridna trumpetarkårer i Tyskland, Sverige och Frankrike som reformerades till beridna musikkårer är Livgardets Dragonmusikkår i Stockholm.

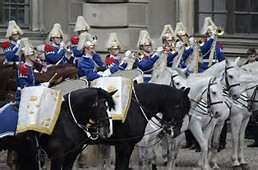
LDK i parad

### Verk för blåsorkester(Militärmusik) i urval
- Armee-Marsch Nr. 133
- Drei Märsche zur Einholung des Prinzen und der Prinzessin Friedrich Wilhelm von Preußen
- Einholungsmarsch (für den Antritt von Friedrich Wilhelm IV. am 21. September 1840 in Berlin)
- Friedrike-Gossmann-Polka
- Grand Pas-Redoublé I und II
- Huldigungsmarsch
- Konzert für Klarinette
- Marsch für Kavallerie Nr. 21
- Marsch für Kavallerie Nr. 30
- Mein erster Defiliermarsch
- Militairische Trauerparade
- Musikalische Erinnerungen an die Kriegsjahre 1813, 1814, 1815
- Ouvertüre Militair
- Pastillons-Polka
- Sechs Märsche für Kavalleriemusik
- Triumphmarsch nach Themen des 5. Klavierkonzerts Es-Dur von Ludwig van Beethoven
- Wilhelmsmarsch
- 40 Parademärsche für Cavallerie
- 31 Defiliermärsche für die Infanterie